# 타인케군
타인케군(베트남어: Quận Thanh Khê / 郡淸溪)은 베트남 남중부 지방 다낭의 군이다. 다낭에서 가장 작은 군이며, 다낭의 지역 간 그리고 국제 운송 허브로 여겨진다. 타인케는 무역, 서비스, 운송과 해양 경제의 발전에 많은 장점을 가진 지역이다.

## 행정 구역
10개의 프엉(坊)으로 구성되어 있다.
- 안케 (An Khê / 安溪)
- 호아케 (Hòa Khê / 和溪)
- 타인케동 (Thanh Khê Đông / 淸溪東)
- 타인케떠이 (Thanh Khê Tây / 淸溪西)
- 쑤언하 (Xuân Hà / 春河)
- 땀투언 (Tam Thuận / 三順)
- 떤찐 (Tân Chính / 新政)
- 찐지안 (Chính Gián / 政諫)
- 탁지안 (Thạc Gián / 碩諫)
- 빈쭝 (Vĩnh Trung / 永中)

## 교통

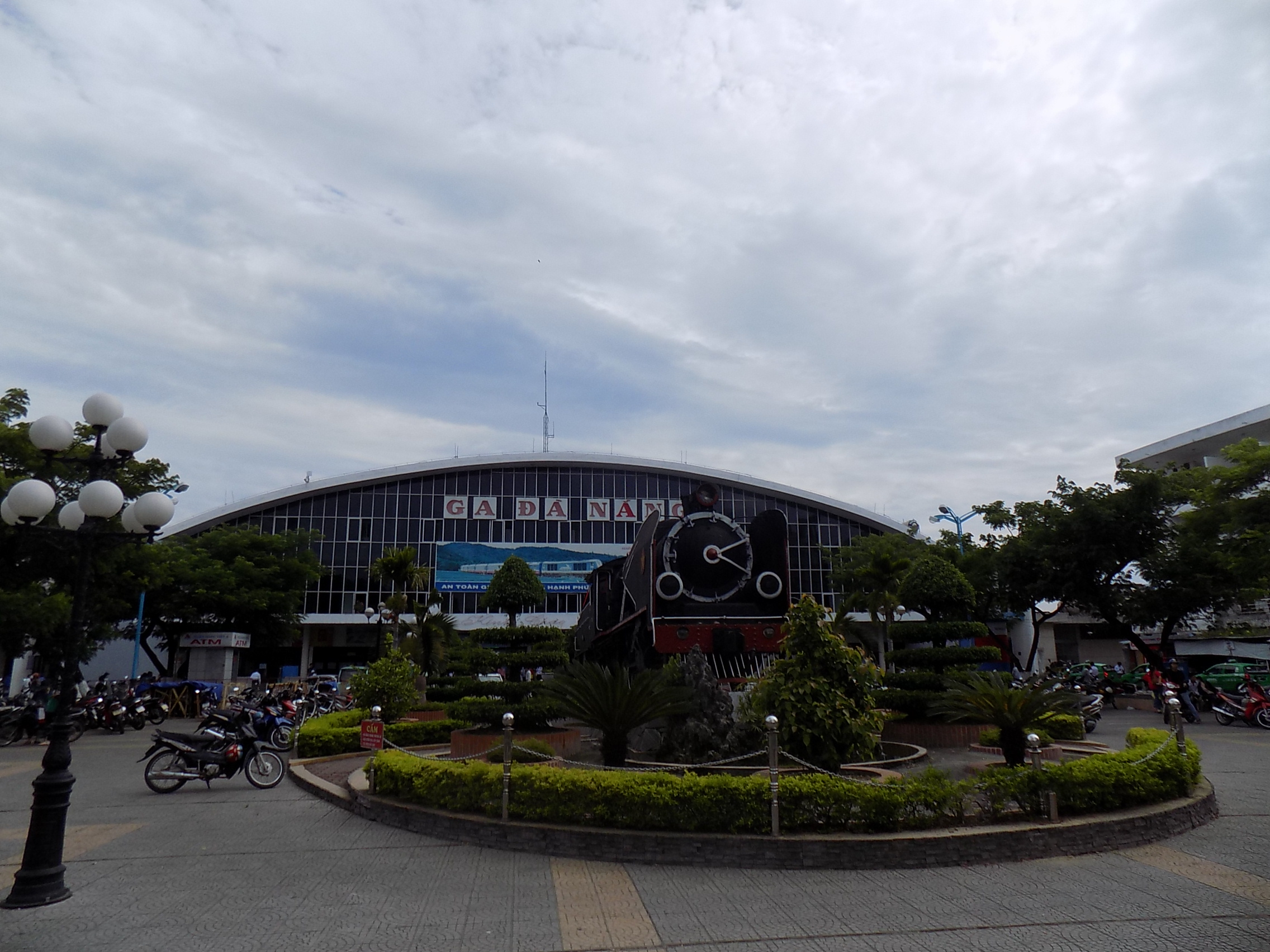
다낭 역

- 다낭 역 (남북선)